# Victor Horta

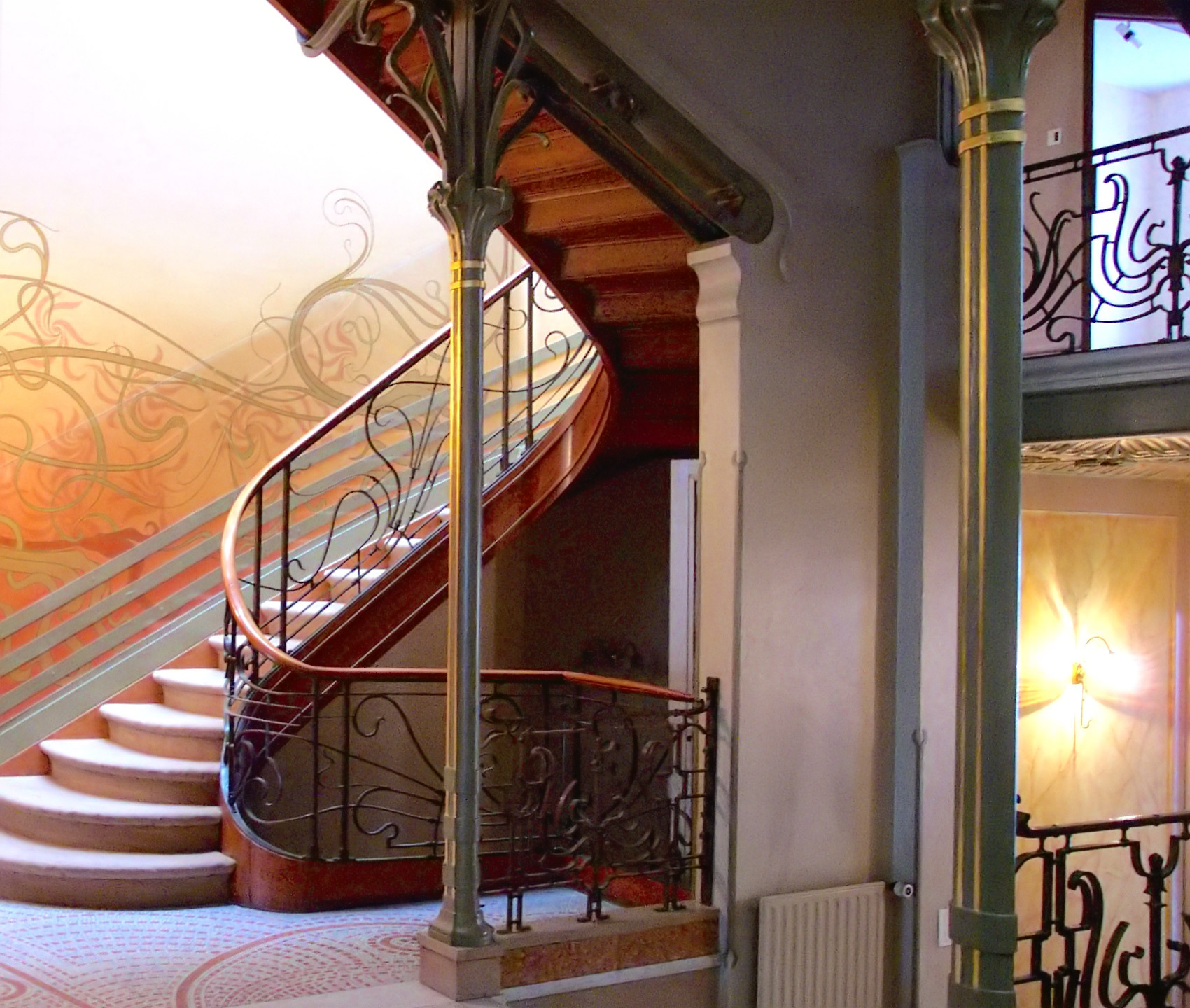
Hôtel Tassel, trapphall

Victor Horta, född 1861 i Gent, död 1947 i Bryssel, var en belgisk baron, arkitekt och formgivare. 
Efter fullbordade studier arbetade Horta för Alphonse Balat, vars arkitektkontor han övertog 1895. Några år innan dess övergav Horta de historiserande stilarna och började arbeta i jugendstil, i vilken han genomförde många projekt i Bryssel. Fram till sitt uppehåll i USA under första världskriget arbetade han inom den organiska jugendstilen med gracila järnkonstruktioner och mycket glas. Efter sin USA-vistelse återvände han till mer klassiska manér och började utveckla nya byggnadsmaterial.
Betydande verk av Horta kom 2000 med på Unescos världsarvslista.
Han var i sitt andra äktenskap gift med Julia Carlsson från Grangärde i Dalarna .

## Utmärkelser
Asteroiden 2913 Horta är uppkallad efter honom.

## Byggnadsverk i urval
(samtliga i Bryssel)
- Hôtel Tassel (1892–1893)
- Hôtel van Eetvelde (1895–1898)
- Hôtel Solvay (1895–1900)
- Maison du Peuple (1896–1900, rivet 1965)
- Maison & Atelier Horta/Hortamuseet (1898–1901)
- Varuhuset Innovation (1901, förstört vid eldsvåda 1967)
- Palais des Beaux-Arts (1923–1928)
- Centralstationen (1938–1952[källa behövs])